# Eli (Juez de Israel)
Eli (en hebreo:עלי Ely "exaltar [a Yahveh]", en griego:Ἠλί ) es un personaje bíblico, Sumo Sacerdote y Juez de Israel, de la familia de Itamar, de la Tribu de Leví. Fue sucesor de Sansón, y predecesor y mentor del profeta Samuel; su figura aparece reflejada en el primer libro de Samuel.

## Biografía

### Relato bíblico
Elí nació en Silo (aprox 1165 a.c.). Vivió en Silo, desde donde lideró a la nación por espacio de 40 años (1107 a.  c. - 1067 a. C.) como juez de Israel. También fue el Sumo Sacerdote de Israel seguramente en el mismo tiempo que como juez de Israel. 
Elí viene del familia de Itamar
Según I Samuel 1, Ana, madre del profeta Samuel lo entregó siendo un niño pequeño al anciano Elí, cumpliendo así el voto empeñado a Yahveh de consagrarlo a la casa de Dios si éste le daba un hijo, siendo Ana mujer estéril.
Eli tenía dos hijos: Ofni y Finees cuya conducta está descrita en el primer libro de Samuel, 2:12 al 17, donde se los nombra como «hijos de Belial» que «no conocían a Dios»; en ese mismo capítulo se señalan también las transgresiones de los hijos de Eli, agravadas por su pertenencia al clan sacerdotal de los levitas.
Más adelante el texto 1 Samuel 2:27 describe como un "varón de Dios" (a quien no se describe) se manifestó a Eli, anunciándole la ruina de su casa, y la muerte de sus dos hijos, a causa de las malas acciones de estos, y la actitud excesivamente indulgente del sacerdote para con ellos.
Del mismo modo, el mensajero revela a Eli que Yahveh ya había elegido a su sucesor (sin nombrarlo), el cual sería Samuel, que a la sazón era ya un joven, y ministraba en el templo de Silo.
Después de un tiempo, Yahveh llama a Samuel de noche, y este piensa que fue Elí quien lo llamó y se dirige hacia donde él está durmiendo. Sin embargo, este le contesta que no lo llamó y Samuel vuelve a dormir. Esto ocurre 3 veces, y a la tercera vez, Elí entendió que Yahveh llamaba a Samuel y le dijo cómo contestar a esa voz, y así hizo Samuel, y Yahveh habló con él y le dijo que iban a morir los dos hijos de Elí. A la mañana siguiente, Samuel no quiso contar a Elí lo que había escuchado, pero Elí le rogó que le comunicase lo que había dicho Yahveh, por lo que así le fue comentado y Elí manifestó que se cumpliese la palabra de Yahveh.
Lo dicho se cumplió cuando los filisteos lucharon contra Israel.